# Anne Michaels
Anne Michaels (abril de 1958) es una poeta y novelista canadiense. Sus libros han sido traducidos a más de cuarenta y cinco idiomas y han ganado varios premios internacionales, entre ellos el Premio de Ficción Femenina, el Premio Guardian de Ficción y el Premio de Poesía de la Commonwealth para las Américas. Fue poeta laureada de Toronto, Ontario, Canadá, de 2016 a 2019. Su novela Fugitive Pieces, ganadora de múltiples premios y superventas internacional, fue adaptada para la gran pantalla en 2007.  

## Biografía
Anne Michaels nació en Toronto, Ontario, en 1958. Asistió a la Academia Vaughan Road y luego a la Universidad de Toronto, donde es profesora adjunta en el Departamento de Inglés.

## Carrera
Michaels se dio a conocer entre los  poetas canadienses con sus dos primeros poemarios,The Weight of Oranges (El peso de las naranjas,1986), ganadora del Premio de Poesía de la Commonwealth para las Américas, y Miner's Pond (El estanque del minero,1991), con la que obtuvo  el Premio de la Asociación de Autores Canadienses.
Tras sus primeros éxitos con la poesía, Michaels, publicó su primera novela, Fugitive Pieces (1996), "una oportunidad de atraer a los lectores lentamente, a través de tantos hilos como [le fueran posible]".
Con Fugitive Pieces, Michaels sienta las bases temáticas de sus futuras obras, explorando la relación entre la historia y la memoria. También comienza su meditación sobre "lo que el amor nos hace capaces e incapaces de hacer", y la paradójica comprensión de que "no hay nada que un hombre no le haga a otro; nada que un hombre no haga por otro". Al enfrentarse a los horrores de la guerra, la violencia, el desplazamiento y la pérdida a través de su escritura, Michaels "viaja con el lector a través de un terreno filosóficamente, moral y emocionalmente peligroso" y se niega a publicar a menos que pueda "de alguna manera llevar al lector y [a ella misma] al otro lado". 
Fugitive Pieces, la historia de un sobreviviente del Holocausto que intenta encontrar su camino de regreso al mundo, fue aclamada por la crítica internacional y ganó numerosos premios, entre ellos el de Ficción Femenina, el de Ficción Guardian, el Literario Lannan de Ficción, el Premio Trillium del Libro, el Premio a la Primera Novela de Books in Canada y el Premio del Libro de la Ciudad de Toronto.
Mientras trabajaba en su segunda novela, The Winter Vault, Michaels publicó Skin Divers, su tercer poemario y el último de tres volúmenes, que empezó con The Weight of Oranges y Miner's Pond. Los tres pretendían comunicarse entre sí y más tarde se publicaron en Poems (2000). Notable por su estilo poético, tanto en poesía como en prosa, Michaels escribe que "[la poesía es] una disciplina muy buena para un novelista: te hace ser consciente de que, aunque tengas cuatrocientas o quinientas páginas para trabajar, no debes desperdiciar ni una sola palabra".
Durante este período, Michaels también comenzó a escribir obras de teatro. Una colaboración con John Berger condujo al desarrollo de Vanishing Points (2005), una profunda meditación sobre el ferrocarril, el amor y la pérdida, dirigida por Simon McBurney, producida por Complicite y presentada en el histórico Gimnasio Alemán de King's Cross. Esta obra se publicó posteriormente como Railtracks (2011). También colaboró en el libreto de La Pasión de Lavinia Andrónico (2005) del compositor canadiense Omar Daniel, ofreciendo una nueva dimensión a la trágica figura central de una de las obras más desgarradoras de Shakespeare en una interpretación del Hilliard Ensemble y el Coro de Cámara Tafelmusik.
Michaels publicó The Winter Vault en  2009, trece años después del lanzamiento de Fugitive Pieces que, igualmente, tardó casi una década en escribirla. Al igual que Fugitive Pieces, su segunda novela analiza en profundidad la "relación complicada entre los grandes acontecimientos históricos y los acontecimientos íntimos y domésticos; la relación entre el dolor histórico y el dolor personal; cómo recordamos en privado y cómo recordamos –y conmemoramos– en público, colectivamente. Cada comunidad, cada nación, se enfrenta a esta pregunta y la responde a su manera, según sus propias necesidades".
Al conectar tres eventos históricos - el desmantelamiento y reconstrucción del Templo de Abu Simbel en Egipto; la construcción de la vía marítima de San Lorenzo en Canadá y el ahogamiento de ciudades, pueblos y tumbas; y la reconstrucción de Varsovia después de la Segunda Guerra Mundial- la novela plantea si un templo, desmantelado piedra a piedra y reconstruido, es el mismo templo; un río represado, el mismo río; una ciudad reconstruida, la misma ciudad; y si el corazón puede ser reparado y reconstruido después de una profunda pérdida personal. The Winter Vault  fue finalista del Premio Scotiabank Giller, del Premio Trillium Book y del Premio Commonwealth, además de estar  entre los finalistas del Premio Literario Internacional de Dublín.
En 2011, Michaels participó en la presentación de 24 horas de duración de Sixty-Six Books del Bush Theatre para conmemorar el cuarto centenario de la Biblia King James, en la que 66 dramaturgos, poetas, compositores y novelistas, de todas las religiones y -de ninguna, procedentes de más de una docena de países y de los cinco continentes- tuvieron la oportunidad de responder a algunas de las historias más antiguas jamás contadas. Su contribución, "The Crossing", fue posteriormente incluida en la antología Sixty-Six Books: 21st Century Writers Speak to the King James Bible (2011). Un extracto de "The Crossing" también se interpretó en el Servicio Bíblico King James de la Abadía de Westminster para la Reina Isabel II. 
Michaels volvió a la poesía con la publicación de su poemario Correspondences (2013), una elegía histórica y personal en formato de acordeón que puede leerse al derecho o al revés. En colaboración con la artista Bernice Eisenstein, Correspondences alterna poesía con inquietantes retratos conmovedores de los escritores y pensadores del siglo XX a quienes Michaels rinde homenaje. La obra recibió el  Helen and Stan Vine Book Award y fue preseleccionada para el premio de poesía Griffin.
En octubre de 2015, Michaels comenzó su mandato como poeta laureada de Toronto, sucediendo a George Elliott Clarke. Su mandato personal es proporcionar una plataforma para las muchas lenguas de Toronto: "¿Cómo damos cabida a todas estas literaturas que nos han llegado con tanta generosidad y riqueza? Necesitamos que los habitantes de Toronto nos traigan sus culturas y sus poetas, para que tengamos acceso a esa enorme biblioteca internacional". En 2015 también se publicó el primer libro infantil de Michaels, The Adventures of Miss Petitfour, y su continuación, The Further Adventures of Miss Petitfour, se publicó posteriormente.
En 2017, se publicaron una nueva colección de poesía, All We Saw, y una nueva obra de no ficción, Infinite Gradation (con epílogo del poeta Gareth Evans). Ambos libros fueron preseleccionados para los Premios Vine de 2019 de literatura judía canadiense en las categorías de poesía y no ficción respectivamente. Gradación infinita ganó el premio de no ficción.
Michaels publicó su tercera novela, Held, en noviembre de 2023. Fue preseleccionada para el Premio Booker de 2024.
En 2023, fue elegida escritora internacional de la Royal Society of Literature 

## Publicaciones

### Colecciones de poesía
| Año  | Título                  | Premios                                               | Resultado                            |
| ---- | ----------------------- | ----------------------------------------------------- | ------------------------------------ |
| 1986 | El peso de las naranjas | Premio de poesía de la Commonwealth para las Américas | Ganador                              |
| 1991 | Estanque del minero     | Premio de la Asociación de Autores de Canadá          | Ganador                              |
| 1991 | Estanque del minero     | Premio del Gobernador General                         | Finalista                            |
| 1991 | Estanque del minero     | Premio Trillium                                       | Finalista                            |
| 1999 | Buceadores de piel      |                                                       |                                      |
| 2000 | Poemas                  |                                                       |                                      |
| 2011 | Vías del tren           |                                                       |                                      |
| 2013 | Correspondencias        | Premio literario Helen y Stan Vine                    | Ganador                              |
| 2013 | Correspondencias        | Premio de poesía Griffin                              | Lista de candidatos preseleccionados |
| 2017 | Todo lo que vimos       |                                                       |                                      |

### Novelas
| Año  | Título                | Premios                                                         | Resultado                            |
| ---- | --------------------- | --------------------------------------------------------------- | ------------------------------------ |
| 1996 | Piezas fugitivas      | Premio Naranja de Ficción                                       | Ganador                              |
| 1996 | Piezas fugitivas      | Premio de ficción del Guardian                                  | Ganador                              |
| 1996 | Piezas fugitivas      | Premio literario Lannan de ficción                              | Ganador                              |
| 1996 | Piezas fugitivas      | Premio del Panel Juvenil del Premio Naranja del 15º Aniversario | Ganador                              |
| 1996 | Piezas fugitivas      | Premio Trillium al mejor libro                                  | Ganador                              |
| 1996 | Piezas fugitivas      | Premio a la primera novela de Books in Canada                   | Ganador                              |
| 1996 | Piezas fugitivas      | Premio del Libro de la Ciudad de Toronto                        | Ganador                              |
| 1996 | Piezas fugitivas      | Premio al Mérito del Patrimonio de Toronto                      | Ganador                              |
| 1996 | Piezas fugitivas      | Premio Martin y Beatrice Fischer                                | Ganador                              |
| 1996 | Piezas fugitivas      | Premio Harold Ribalow                                           | Ganador                              |
| 1996 | Piezas fugitivas      | Premio Literario Giuseppe Acerbi                                | Ganador                              |
| 1996 | Piezas fugitivas      | Premio Wingate del Jewish Quarterly                             | Ganador                              |
| 1996 | Piezas fugitivas      | Premio Scotiabank Giller                                        | Lista de candidatos preseleccionados |
| 1996 | Piezas fugitivas      | Premio Literario Internacional de Dublín                        | Lista larga                          |
| 1996 | Piezas fugitivas      | Premio al autor del año de la Asociación Canadiense de Libreros | Finalista                            |
| 2009 | La bóveda de invierno | Premio Scotiabank Giller                                        | Lista de candidatos preseleccionados |
| 2009 | La bóveda de invierno | Premio Trillium al mejor libro                                  | Finalista                            |
| 2009 | La bóveda de invierno | Premio de Escritores de la Commonwealth                         | Finalista                            |
| 2009 | La bóveda de invierno | Premio Literario Internacional IMPAC de Dublín                  | Lista larga                          |
| 2023 | Sostuvo               | Premio Booker                                                   | Lista larga                          |

### Otras obras seleccionadas
- The Passion of Lavinia Andronicus (2005)
- Vanishing Points (2005)
- Sixty-Six Books (2011)
- Sea of Lanterns (2012)
- The Adventures of Miss Petitfour (2015)
- Infinite Gradation (2017)
- The Further Adventures of Miss Petitfour (2022).

## Adaptaciones
Fugitive Pieces fue dirigida y adaptada para la pantalla por Jeremy Podeswa, con música de Nikos Kypourgos y seleccionada para inaugurar el Festival Internacional de Cine de Toronto de 2007. La primera novela de Michaels también fue adaptada a una radionovela para BBC Radio 3.
Skin Divers fue adaptada en 2009 para el Ballet Nacional de Canadá por Dominique Dumais con música de Gavin Bryars.Skin Divers explora "el cuerpo como un archivo viviente de experiencias o museo de la memoria".